# Wir für Euch
Wir für Euch war ein deutsches Künstlerkollektiv, bestehend aus Denise, Andy Borg, Costa Cordalis, Tony Marshall, Heike Schäfer, Bernhard Brink, Ireen Sheer, Chris Roberts, Andreas Martin, Werner Böhm u. a. Sängern.

## Hintergrund
Für den guten Zweck schrieben Günther Behrle, Norbert Daum und Chris Roberts, der auch als Produzent tätig wurde, das Lied Insel der Liebe. Ende 1987 erschien der Titel unter dem Pseudonym „Wir für Euch“ als Single bei Ariola und stieg auf Platz 69 der deutschen Charts. Vom Verkauf jeder Schallplatte ging 1,- DM an die Hans-Rosenthal-Stiftung.